# Dayak-Hiebmesser
Das Dayak-Hiebmesser  ist eine Waffe und ein Werkzeug der Dayak auf Borneo.

## Beschreibung
Das Dayak-Hiebmesser hat eine einschneidige, gebogene, schwere, breite Hiebklinge. Die Klinge läuft vom Heft an breiter werdend zum Ort. Die Klinge hat einen Mittelgrat, der kurz unterhalb der Fehlschärfe beginnt und bis an den Ort läuft. Der Ort ist gerade abgeschnitten. Am Klingenrücken sind in der Nähe des Orts kreisförmige, durchbrochene Verzierungen ausgearbeitet. Das Heft besteht aus Holz, ist am Knaufende abgebogen und mit traditionellen Schnitzereien verziert. Das Dayak-Hiebmesser wird von den Dayak, der einheimischen Bevölkerung von Borneo benutzt.